# Antonia Merighi

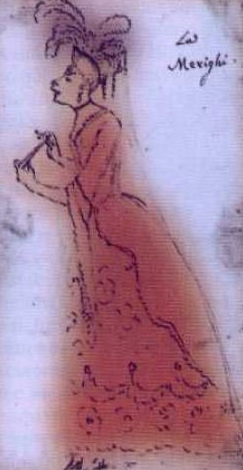
Caricatura de Merighi por Antonio Maria Zanetti

Antonia Margherita Merighi (Bolonia – fallecida hacia 1764) fue una contralto italiana activa entre 1711 y 1744 y conocida por sus interpretaciones en las óperas de George Frideric Handel.

## Biografía
Merighi inició su carrera en Italia, donde durante unos años fue virtuosa cantante en la corte de Violante Beatrice, Gran Princesa de Toscana, además de cantar en teatros así como en Venecia, Parma, Turín, Mantua, Nápoles y la misma Bolonia, con frecuencia en papeles travestidos. En Nápoles creó el papel de Iarba en la premiere de la Didone abbandonata, de Domenico Sarro (Teatro San Bartolomeo, 1 de febrero de 1724) y sumó otras 18 óperas en esa ciudad.
Se trasladó a Londres en 1729 donde cantó en algunas de las óperas de Handel durante dos años, a veces en papeles creados para ella por el compositor (Matilda en Lotario, Rosmira en Partenope y Erissena en Poro), y otras como soprano en óperas anteriores adaptadas para su voz. Volvió a Londres en 1736 y 1738 donde interpretó las premieres de otras tres óperas de Handel así como cantar en operas de otros compositores. Cantó también para el concierto benéfico de Handel que tuvo lugar en el  en el Teatro Real en 1738. Según Winton Dean, su última interpretación operística sucedió en Munich, durante los carnavales de 1740.
Tras retirarse de los escenarios, vivió en Bolonia. Merighi estuvo casada con el tenor Carlo Carlani (1716–1776).

## Papeles en las óperas de Handel
Merighi es conocida por haber interpretado los siguientes papeles de las óperas de Handel en el King's Theatre de Londres:
- Matilda en Lotario (1729)
- Rosmira en Partenope (1730)
- Elisa en Tolomeo, re di Egitto (1730)
- Armira en Scipione (1730)
- Erissena en Poro, re dell'Indie (1731, 1736)
- Armida en Rinaldo (1731)
- Unulfo en Rodelinda (1731)
- Gernando en Faramondo (1738)
- Giulia en Alessandro Severo (1738)
- Amastre en Serse (1738)